# Президентские выборы на Мадагаскаре (2018)
Президентские выборы 2018 года на Мадагаскаре стартовали 7 ноября (первый тур). Второй тур, в который вышли Андри Радзуэлина и Марк Равалуманана, состоялся 19 декабря.

## Кандидаты
Бывший президент Марк Равалуманана, ушедший в отставку после политического кризиса в 2009 году, заявил об участии в выборах президента. Его преемник, Андри Радзуэлина, также объявил о своем намерении принять участие в выборах. Действующий же глава государства Эри Радзаунаримампианина безуспешно пытался заблокировать участие в выборах обоих экс-президентов Радзуэлины и Равалуманана на том основании, что они участвовали в государственном перевороте 2009 года. В сентябре 2018 года Радзаунаримампианина ушёл в отставку, чтобы вновь баллотироваться и переизбраться в президенты.
Всего в выборах участвовало рекордное количество претендентов на пост главы государства — 36 кандидатов, в том числе четверо из пяти последних президентов Мадагаскара (Дидье Рацирака, Марк Равалуманана, Андри Радзуэлина и Эри Радзаунаримампианина).

## События после выборов
Независимая национальная избирательная комиссия опубликовала предварительные итоги второго тура выборов 29 декабря, официальные же итоги будут подведены Конституционным судом 8 января 2019 года. Инаугурация новоизбранного президента прошла 19 января.
Проигравший выборы Марк Равалуманана заявил, что не признаёт итогов выборов и обвинил своего конкурента Андри Радзуэлину в массовых фальсификациях, несмотря на то, что международные наблюдатели высоко оценили работу избирательных комиссий. С 1 января сторонники Равалумананы участвовали в массовых протестах в столице Антананариву. Протестующие блокировали дороги, поджигали покрышки и нападали на полицейские кордоны. Правоохранители отвечали на выступления использованием слезоточивого газа.
9 января 2019 года Конституционный суд признал законность избрания Радзуэлины.

### Сообщения о российском вмешательстве
По сообщениям «Би-би-си», избирательная кампания как минимум 6-ти кандидатов в президенты проводилась на деньги России в обмен на заключение соглашения. Причем среди тех, кого поддерживала Россия, мог быть и избранный глава государства — Андри  Радзуэлина. Издание «Проект» подтвердило информацию о вмешательстве в выборы и выпустило расследование на эту тему.

## Результаты
| Кандидат                                       | Партия                                                                               | Первый тур | Первый тур | Второй тур | Второй тур |
| Кандидат                                       | Партия                                                                               | Голосов    | %          | Голосов    | %          |
| ---------------------------------------------- | ------------------------------------------------------------------------------------ | ---------- | ---------- | ---------- | ---------- |
| Андри Радзуэлина                               | Молодые решительные малагасийцы                                                      | 1 954 023  | 39,23      | 2 586 938  | 55,66      |
| Марк Равалуманана                              | Я люблю Мадагаскар                                                                   | 1 760 837  | 35,35      | 2 060 847  | 44,34      |
| Эри Радзаунаримампианина                       | Новые силы для Мадагаскара                                                           | 439 070    | 8,82       |            |            |
| Андре Кристиан Диу Донн Майоль                 | GFFM                                                                                 | 63 391     | 1,27       |            |            |
| Джозеф Мартин Рандриамампиунуна                | Полное переоснование Мадагаскара                                                     | 57 903     | 1,16       |            |            |
| Ни Раду Рафалиманана                           | FOMBA                                                                                | 57 476     | 1,15       |            |            |
| Андрианиаина Пол Рабари                        | MIASA                                                                                | 48 980     | 0.98       |            |            |
| Рандриамананцуа Табера                         | KINTANA                                                                              | 48 705     | 0,98       |            |            |
| Хайнгу Андриандзакамалала Расулуфундзуа        | Выкуп за страну                                                                      | 47 932     | 0,96       |            |            |
| Мами Ришар Радилуфе                            | Роль социальной демократии                                                           | 42 748     | 0,86       |            |            |
| Элиана Безаза                                  | Социал-демократическая партия Мадагаскара                                            | 40 882     | 0,82       |            |            |
| Жан Равелунариву                               | Народная партия                                                                      | 29 224     | 0,59       |            |            |
| Лалауарисуа Марселлен Андрианцехену            | Tafajiaby                                                                            | 28 252     | 0,57       |            |            |
| Хосе Мишель Андриануэлисун                     | ARO-RIAKA                                                                            | 26 572     | 0,53       |            |            |
| Ришар Разафи Ракутуфиринга                     | SJIAM                                                                                | 26 534     | 0,53       |            |            |
| Андриампарани Бенжамен Радавидсун              | Национальное единство, свобода и развитие                                            | 25 420     | 0,51       |            |            |
| Сараха Рабехарисуа                             | Либерально-демократическая партия                                                    | 23 685     | 0,48       |            |            |
| Оливье Махафали Сулунандрасана                 | PARRAINAGE                                                                           | 23 437     | 0,47       |            |            |
| Дидье Рацирака                                 | Ассоциация возрождения Мадагаскара                                                   | 22 222     | 0,45       |            |            |
| Ролан Рацирака                                 | Малагасийская Тонга-Майна                                                            | 21 377     | 0,43       |            |            |
| Серж Жовиаль Имбе                              | Вера в развитие малагасийцев                                                         | 18 962     | 0,38       |            |            |
| Зафимахалеу Дит Дама Махалеу Расулуфундраусулу | Manajary Vahoaka                                                                     | 16 367     | 0,33       |            |            |
| Жан Омер Беризики                              | Наш Мадагаскар                                                                       | 15 352     | 0,31       |            |            |
| Жан Жак Рациетисун                             | Финансы для малагасийцев                                                             | 15 281     | 0,31       |            |            |
| Эрик Франсис Радзаунари                        | Мир и любовь малагасийцев                                                            | 14 758     | 0,30       |            |            |
| Ривумананцуа Орландо Рубиманана                | Вино и надежда Мадаксикара                                                           | 14 561     | 0,29       |            |            |
| Фанирисуа Эрнайву                              | ZAMA–PATRAM                                                                          | 14 117     | 0,28       |            |            |
| Арлетт Рамарусун                               | PARRAINAGE                                                                           | 12 645     | 0,25       |            |            |
| Фалимампиунуна Расулундзатуву                  | FITAMBOLAGNELA/IAD                                                                   | 12 276     | 0,25       |            |            |
| Жан Макс Ракутумамундзи                        | Экономический либерализм и демократические действия для национального восстановления | 11 377     | 0,23       |            |            |
| Ролан Жюль Этьен                               | Мадагаскар Девелопмент                                                               | 10 756     | 0,22       |            |            |
| Брюно Рабарихуэла                              | Свет Мадагаскара                                                                     | 9981       | 0,20       |            |            |
| Рослин Эмма Расулувуаханги                     | Усилия по продвижению                                                                | 8578       | 0,17       |            |            |
| Жан Луи Зафивау                                | Гази Мифанкатия                                                                      | 6162       | 0,12       |            |            |
| Стефан Нарисун                                 | Партия пути вперёд                                                                   | 5675       | 0,11       |            |            |
| Сулу Норбер Рандриамурасата                    | Демократический союз христиан Мадагаскара                                            | 5086       | 0,10       |            |            |
| Испорченные бюллетени                          | Испорченные бюллетени                                                                | 386 946    | –          | 119 557    | –          |
| Всего                                          | Всего                                                                                | 5 367 550  | 100        | 4 767 342  | 100        |
| Зарегистрированные избиратели/явка             | Зарегистрированные избиратели/явка                                                   | 9 949 083  | 53,95      | 9 912 599  | 48,09      |
| Источник: ННИК (I тур), ННИК (II тур)          |                                                                                      |            |            |            |            |